# Брэнч, Лоуренс О’Брайан
Лоуренс О’Брайан Брэнч (англ. Lawrence O’Bryan Branch; 28 ноября 1820 — 17 сентября 1862) — американский политик и военный, член Конгресса США, бригадный генерал армии Конфедерации во время американской Гражданской войны. Погиб в Сражении при Энтитеме.

## Ранние годы
Брэнч родился в Энфилде, округ Галифакс, Северная Каролина, в семье майора Джозефа Брэнча и Сьюзан Симпсон О’Брайан Брэнч. В 1979 году его дом был внесен в национальный регистр исторических объектов. Впоследствии его семья переехала в округ Уильямсон (Теннесси), где его мать умерла, когда Брэнчу было всего 5 лет, а отец умер в 1827 году. Его дядя, Джон Брэнч, в прошлом — губернатор Северной Каролины, а в то время — военно-морской секретарь, забрал его в Северную Каролину, где его обучением занялся Салмон Чейз. Он прошел подготовительный курс у частного учителя, а затем поступил в Бингхэмскую Военную Академию. Брэнч так же поступил в Университет Северной Каролины в Чапел-Хилл, затем, в 1831, окончил Принстон-Колледж и отправился изучать право в Нэшвилл, где стал владельцем и редактором газеты.
В 1840 году Брэнч переехал в Талахасси (Флорида) и был допущен к юридической практике. В 1841 он принял участие в Семинольских войнах. В апреле 1844 года Брэнч женился на Нэнси Хэйвуд Блонт (1817—1903), дочери Уильяма Блонта, генерал-майора северокаролинского ополчения (1812). В семье Брэнчей было четверо детей:
- Сьюзан О’Брайан Брэнч Джонс (1845—1920)
- Уильям Огастус Блонт Брэнч[англ.] (1847—1910)
- Энн Хэйвуд Брэнч Джонс (1849—1928)
- Жозефина Лоуренс Брэнч Крейг (1852—1885)

В 1852 году он переехал в Роли, где продолжил юридическую практику и стал президентом железнодорожной компании Raleigh & Gaston Railroad Co. Он служил выборщиком на выборах Франклина Пирса в 1852 году, а затем был делегатом Демократической партии на 34-м, 35-м и 36-м Конгрессах США (С 4 марта 1855 по 3 марта 1861). 2 декабря 1860 года президент Бьюкинен представил его к должности министра финансов, но Брэнч отклонил это предложение.

## Гражданская война

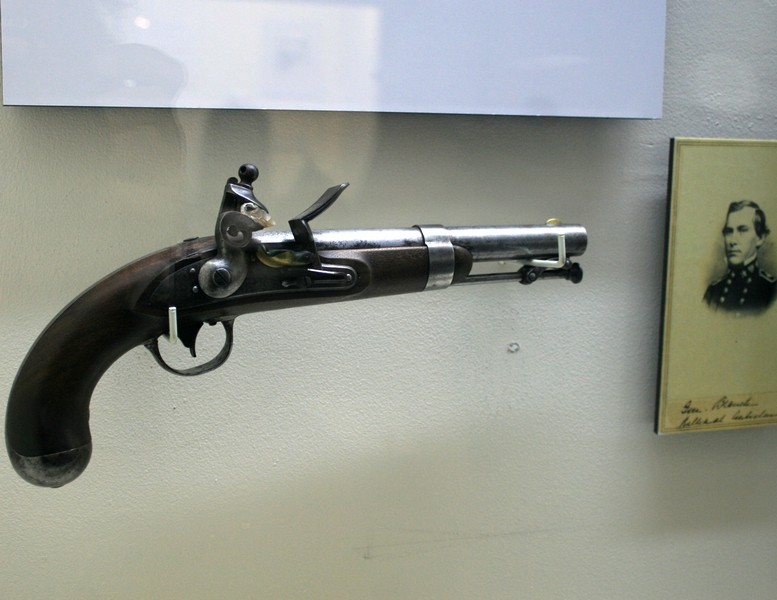
Личный пистолет Брэнча в музее Конфедерации в Ричмонде

В мае 1861 года Брэнч вступил рядовым в армию Конфедерации. В том же месяце ему предложили должность генерального квартирмейстера, но он отклонил это назначение, чтобы остаться в полевой армии. В сентябре его избрали полковником только что сформированного 33-го Северокаролинского пехотного полка. В январе 1862 года он стал бригадным генералом и участвовал в сражении при Нью-Берне. В мае 1862 года его бригаду перевели в Вирджинию. 13 мая генерал Джонстон приказал Юэллу и Джексону атаковать федеральный отряд Бэнкса в долине Шенандоа и для этих целей Юэлл вызвал к себе бригаду Брэнча. Брэнчу было приказано идти налегке, взяв с собой только провизию и боеприпасы. 17 мая обнаружилось, что федеральный генерал Шилдс покинул долину и идёт на восток. Брэнчу было приказано вернуться в Гордонсвилл. Не зная, как лучше применить бригаду Брэнча, Юэлл приказал ей идти не далее Гордонсвилла. 18 мая было решено, что выгоднее общими силами атаковать Бэнкса, и Брэнчу снова велели идти в долину Шенандоа.
Не зная причин постоянного изменения приказов, Брэнч решил, что всё дело в конфликте между Джексоном и Юэллом. «Я думаю, что эти дурацкие приказы и контрприказы есть следствие соперничества между Юэллом и Джексоном, — писал он жене, — жаль, что наше правительство было вынуждено внезапно сделать многих лейтенантов и капитанов генерал-майорами и бригадными генералами».
20 мая Джексон был готов начать наступление на Бэнкса, но в этот же день Брэнчу пришёл приказ покинуть долину и идти к Гановер-Кортхауз.
27 мая бригада Брэнча участвовала в сражении при Хановер-Кортхауз. После сражения её включили в состав «Легкой дивизии» генерала Эмброуза Хилла. Брэнч стал старшим по званию генералом в этой дивизии.
К началу Семидневной битвы бригада Брэнча состояла из пяти северокаролинских полков:
- 7-й северокаролинский пехотный полк: полковник Ройбен Кэмпбелл
- 18-й северокаролинский пехотный полк: полковник Роберт Кован
- 28-й северокаролинский пехотный полк: полковник Джеймс Лэйн
- 33-й северокаролинский пехотный полк: подполковник Роберт Хук
- 37-й северокаролинский пехотный полк: полковник Чарльз Ли

26 июня 1862 года эта бригада должна была, согласно плану сражения при Бивердем-Крик, дождаться появления дивизий Джексона, первой перейти реку Чикахомини, прикрывать правый фланг наступающей колонны Джексона, а также отбросить пикеты противника от моста Мидоу-Бридж, что позволило бы беспрепятственно переправиться всей дивизии Э. П. Хилла. Джексон сообщил Брэнчу, что задерживается. Брэнч, который оказался связующим звеном между дивизиями Джексона и дивизией Хилла, не передал эту новость Хиллу — это стало одной из причин неудачной атаки Хилла и тяжёлых потерь в армии Юга.
27 июня его бригада участвовала в сражении при Гэйнс-Милл, безуспешно штурмуя федеральный позиции. В последующих сражениях Семидневной битвы бригада оставалась в резерве. В ходе Северовирджинской кампании дивизия Хилла была направлена в северную Вирджинию в подчинение Джексону, и во время сражения у Кедровой Горы была брошена в атаку на фланг федеральной армии, и бригада Брэнча снова шла в авангарде этого наступления. 27 августа бригада участвовала в рейде корпуса Джексона к станции Манассас, но не участвовала в боях. От Манассаса Хилл отвёл бригады к Гроветону, где Джексон развернул дивизии в ожидании нападения армии Джона Поупа. Хилл поставил дивизию на левом фланге Джексона, поместив бригаду Брэнча во вторую линию (позади бригады Грегга). В тот день началось второе сражение при Булл-Ран. Вечером 29 августа атака федеральной дивизии Керни почти сломила оборону Хилла, и тот ввёл в бой бригаду Брэнча, которая спасла положение. Когда 30 августа Лонгстрит опрокинул левый фланг федеральной армии, Хилл двинул ему на помощь бригады Брэнча и Арчера.
4 сентября 1862 года, в день начала Мерилендской кампании, у генерала Хилла произошел конфликт с корпусным командиром Томасом Джексоном, и Джексон отстранил Хилла от командования «Легкой дивизией». Брэнч принял дивизию как старший по званию и был её формальным командиром до 10 сентября, когда Джексон «временно» вернул дивизию Хиллу.

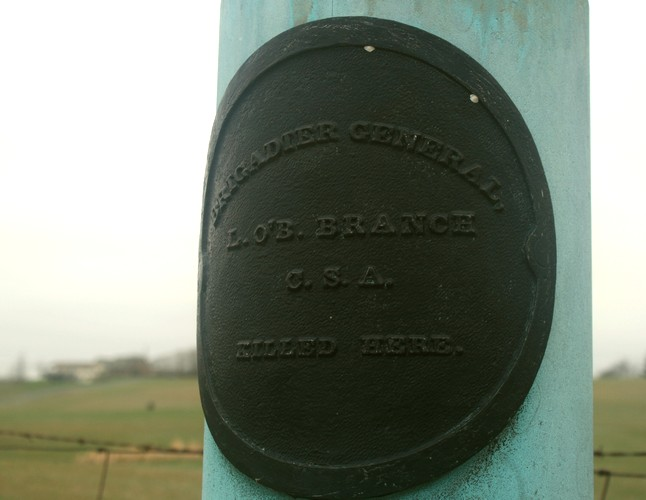
Мемориальная пушка на месте гибели Брэнча.

После капитуляции федерального гарнизона Харперс-Ферри генерал Хилл отправил свою дивизию на соединение с основной армией к Шарпсбергу. Она прибыла на место в тот момент, когда уже началось наступление федерального корпуса Бернсайда на правый фланг Северовирджинской армии. Бригады Брэнча, Грегга и Арчера (вместе 2000 чел.) атаковали наступающий корпус и заставили его отступить.
Когда сражение уже завершилось, Брэнч находился на передовой линии дивизии вместе с группой офицеров. Здесь в него попала пуля федерального снайпера. Брэнч умер почти сразу же.

## Потомки
У Брэнча был только один сын — Уильям Огастус Блонд Брэнч, который родился в 1847 году, участвовал в Гражданской войне в должности штабного офицера, а в 1891—1895 годах был конгрессменом от партии Демократов.